# Station Heyerhoeven
Station Heyerhoeven, ook gespeld Heijerhoeven, is een voormalige los- en laadplaats aan de spoorlijn Venlo-Eindhoven (Staatslijn E). De losplaats werd geopend op 16 september 1918 op initatiatief van enkele landbouwers in de buurtschap Heierhoeve. Vanaf de Heierhoeve werden vooral aardappelen, stro, suikerbieten en grenenhout per trein verder vervoerd. Naar de losplaats kwam vooral kunstmest, bouwmaterialen en vee. Het vervoer nam na de Tweede Wereldoorlog af, waarop sluiting volgde op 27 juni 1955.
De losplaats lag bij wachtpost 9, tussen de stations Horst-Sevenum en Blerick, bij de spoorwegovergang met de Heierhoevenweg. Er lag een goederenspoor langs een laad- en losweg en er was een ploegkeet. Het gebouwtje van de wachtpost is in 1972 afgebroken.
Oorspronkelijk behoorde de omgeving van de losplaats bij Grubbenvorst, maar tegenwoordig behoort het tot Venlo. 
Beek-Elsloo ·
Blerick · 
Bunde · 
Chevremont · 
Echt ·
Eijsden ·
Eygelshoven ·
-Markt · 
Geleen:
-Lutterade · 
-Oost · 
Heerlen ·
-Woonboulevard ·
Hoensbroek · 
Horst-Sevenum · 
Houthem-Sint Gerlach · 
Kerkrade Centrum ·
Klimmen-Ransdaal · 
Landgraaf · 
Maastricht ·
-Noord · 
-Randwyck · 
Meerssen ·
Mook-Molenhoek ·
Nuth · 
Reuver · 
Roermond ·
Schin op Geul · 
Schinnen · 
Sittard · 
Spaubeek · 
Susteren · 
Swalmen · 
Tegelen · 
Valkenburg · 
Venlo · 
Venray ·
Voerendaal · 
Weert
Voormalige stations: zie de lijst van voormalige spoorwegstations in Limburg (Nederland)